# Юрактау (Стерлітамацький район)
Юракта́у (рос. Юрактау, башк. Йөрәктау) — присілок у складі Стерлітамацького району Башкортостану, Росія. Входить до складу Алатанинської сільської ради.
Населення — 221 особа (2010; 175 в 2002).
Національний склад:
- башкири — 87%